# Dead or Alive (gruppo musicale)
I Dead or Alive, anche conosciuti con la sigla DOA, sono stati un gruppo musicale britannico originario di Liverpool.
La formazione ha raggiunto il successo negli anni ottanta con il singolo numero uno mondiale You Spin Me Round (like a Record). All'inizio tendente alla new wave e poi più spiccatamente dance, il gruppo è sempre stato caratterizzato dalla figura carismatica del suo leader Pete Burns, che nel periodo più recente è rimasto praticamente l'unico componente originario assieme al batterista Steve Coy, distintosi sempre per il suo look androgino e per provocazioni varie.

## Storia del gruppo

### Gli inizi, i singoli «indie» e l'album di debuttoSophisticated Boom Boom
I Dead or Alive, noti anche con il breve acronimo colloquiale DOA, scritto anche D.O.A. (da non confondere con l'omonima band punk dei D.O.A.), nascono nel 1980 a Liverpool da un'idea di Pete Burns, incoraggiato da una serie di produttori musicali locali a mettere su un gruppo e sfruttare il suo look oltraggioso. Nonostante le continue insistenze, soltanto nel 1978, dopo essere stato in sala prove con alcuni amici, Burns si rese effettivamente conto di avere una voce davvero potente e piuttosto intonata. Coi due amici Julian Cope e Pete Wylie forma il trio «The Mystery Girls», fa un solo concerto e si scioglie subito dopo. Nel 1979 Burns ci riprova, tornando alla carica con la nuova formazione «Nightmares in Wax» dalle sonorità gothic post-punk. Il marchio «Nightmares in Wax», a cavallo tra 1979 e 1980, pubblica soltanto l'EP 7" con tre tracce intitolato "Birth of a Nation".
Nel 1980, pochi istanti prima di registrare una session radiofonica per John Peel, ha modificato il nome della band nel più musicale e commerciale «Dead or Alive». Il gruppo subisce numerosi cambiamenti nell'organico, nel corso dei tre anni successivi, registrando nel frattempo una serie di singoli indipendenti di scarso successo dal punto di vista musicale, ma che portano un'enorme pubblicità all'immagine inusuale del cantante. Infatti pian piano l'aspetto eccentrico di Pete incomincia ad attirare l'attenzione, suggerendo spesso dei paragoni con Boy George, futuro cantante solista nel gruppo dei Culture Club, già stella affermata sulla scena underground delle discoteche e dei club londinesi e abbastanza conosciuto nel campo della moda. All'inizio degli anni ottanta i due artisti si ritrovano a frequentare, loro malgrado, gli stessi locali di orientamento new romantic, diventando ben presto acerrimi rivali; infatti entrambi pretendono di essere stati i primi ad assumere l'immagine asessuata che li connoterà per tutta la vita come i più famosi gender bender del decennio e ciascuno accuserà l'altro di avergli rubato o copiato l'idea.
Quando i singoli dei Dead or Alive iniziano a piazzarsi nelle posizioni più alte delle classifiche riservate alle etichette indipendenti la Epic Records decide di ingaggiare la band nel 1983. La prima canzone ad essere pubblicata per la nuova etichetta è il singolo intitolato "Misty Circles", che però non entra in classifica. In quel periodo il gruppo consiste in un quintetto formato da Pete Burns alla voce, Mike Percy al basso, Tim Lever alle tastiere e al sax, Steve Coy alla batteria, e Wayne Hussey alla chitarra, il tipico organico pop rock dell'epoca. "What I Want" e "I'd Do Anything", i due 45 giri successivi, ottengono i medesimi deludenti risultati di classifica, riuscendo però stavolta a diventare entrambi dei grandi successi nelle discoteche.
Nel mese di maggio del 1984 esce l'album di debutto dal curioso titolo di Sophisticated Boom Boom. Tra i 10 brani risalta la cover di  "That's the Way (I Like It)", grande successo del 1975 di KC and the Sunshine Band, che diventerà il primo Top 40 britannico per i Dead or Alive. Poco prima dell'uscita del long playing il chitarrista Wayne Hussey abbandona il gruppo, nonostante il ruolo notevole da lui ricoperto nella composizione di gran parte dei pezzi inclusi sull'album e nonostante il successo alle porte. Infatti "That's the Way (I Like It)" raggiunge la posizione 22 nella Classifica Britannica dei Singoli e Sophisticated Boom Boom arriva alla posizione 29 nella classifica degli album.

### Il successo commerciale:Youthquake, il singoloYou Spin Me Round,Mad, Bad and Dangerous to KnoweNude
Ormai un solido quartetto nel 1985 i Dead or Alive pubblicano il loro secondo album Youthquake, prodotto dall'allora nascente trio di produttori Stock, Aitken & Waterman (SAW o S/A/W). You Spin Me Round (like a Record), il primo singolo, diventa Numero 1 nella Classifica Britannica dei Singoli, la cosiddetta Official Singles Chart, dopo essere rimasta fuori dalla Top 40 per oltre due mesi dopo la sua uscita, evento piuttosto eccezionale per un singolo da classifica e soprattutto per una Numero 1. La canzone rappresenta, oltre che la prima Numero 1 del gruppo, anche la prima Numero 1 di SAW e rimane una delle più suonate nelle discoteche e nei club di tutto il mondo, a distanza di tre decenni. Il brano raggiunge il Numero 11 negli USA, il Numero 3 in Australia e il Numero 2 in Italia, entrando nella Top 10 di moltissimi altri paesi, in tutto il mondo.
Altri tre 45 giri sono estratti dal lavoro:
- Lover Come Back to Me, Numero 24 in Italia;
- In Too Deep, con un verso di ritornello piuttosto scandaloso per l'epoca, tanto più criticato poiché costituisce un cosiddetto messaggio subliminale;
- My Heart Goes Bang (Get Me to the Doctor), pubblicata in una versione remix piuttosto diversa dall'originale, molto più movimentata e con un ritornello molto più elaborato e orecchiabile.

Tutti gli estratti diventarono enormi successi dance, contribuendo a rendere l'album Youthquake il miglior album in termini di vendite del gruppo. Le vendite si sono per la maggior parte concentrate nel Regno Unito, dopo il grandissimo successo della Numero 1 nazionale You Spin Me Round (like a Record).
Nel 1987 i Dead or Alive pubblicano Mad, Bad and Dangerous to Know, il terzo album, anche questo prodotto da SAW. Il disco comprende una delle canzoni più conosciute della band, Brand New Lover che in Italia non va oltre alla posizione numero 43 e ottiene molto più successo oltre oceano, raggiungendo il Numero 15 nella Billboard Hot 100 statunitense, mentre nella madrepatria non va oltre il Numero 31. Anche dal secondo album vengono estratti altri tre singoli:
- Something in My House, il più fortunato dei tre singoli (numero 12 in Gran Bretagna) dalle tonalità gothic piuttosto accentuate e con una copertina che raffigura Pete Burns davanti ad un altare. Una versione 12" della canzone, il cosiddetto «Mortevicar Mix», contiene il campionamento di un dialogo tratto dalla traccia sonora del film L'esorcista. Il videoclip girato per Something In My House venne addirittura censurato, a causa di una serie di fotogrammi in cui Pete sbucciava una banana. nel libretto interno del live in DVD del 2003 Evolution il cantante scherza su questo episodio.
- Hooked on Love, brano che non godette di una grandissima promozione a causa di una presunta post-produzione non approvata dalla casa discografica ed eccessivamente gothic e non va ad andare oltre la UK Top70. Debole anche il video, ricavato da spezzoni dei video precedenti.
- Dopo le ripetute proteste dei commercianti la Epic decide di coprire con un adesivo con la parola «Kiss» la parola «Sex» su una cintura di metallo che tiene davanti alle labbra sulla copertina di I'll Save You All My Kisses. Anche il relativo videoclip provoca scandalo e disapprovazione e viene bandito dall'emittente musicale MTV a causa del contenuti apertamente gay, con Burns ripreso in aderentissimi pantaloni neri e un giubbino di pelle in tinta che canta la canzone da un campo di baseball mentre alcuni uomini, alcuni dei quali a torso nudo, si aggrappano alle reti divisorie e lo osannano. È comunque abitudine di Pete Burns fare riferimenti di vario tipo all'omosessualità in alcuni dei suoi testi. Ne è un esempio la canzone del 1985 I Wanna Be a Toy (voglio essere un giocattolo) che non fu mai un singolo.

Sebbene tutti quanti i singoli abbiano sollevato un gran numero di controversie la band ottiene un grande successo di classifica in Australia, in Europa e in particolar modo in Giappone, dove i membri del gruppo diventano superstar.
Nel 1988, l'anno della consacrazione giapponese, i Dead or Alive chiudono il rapporto lavorativo con Stock, Aitken & Waterman a causa delle lunghe attese poiché tantissimi artisti volevano farsi produrre dal trio. Nel 1989 pubblicano Nude, il quarto album, auto-prodotto e contenente il grandissimo successo giapponese "Turn Around & Count 2 Ten", che rimane per 17 settimane al Numero 1 nella classifica dei singoli in Giappone. Il video della canzone è l'ultimo in cui appaiono Mike Percy e Tim Lever che abbandonano i Dead or Alive nel 1989, proprio dopo l'uscita di Turn Around & Count 2 Ten per iniziare una congiunta carriera indipendente in qualità di produttori e tecnici del suono. I due aprono gli Steelworks Studios, a Sheffield, in Gran Bretagna. Come tecnici del suono Lever e Percy hanno ottenuto più successo di quello raggiunto come membri dei Dead or Alive, scrivendo e remixando singoli Numero 1 per una serie di artisti e band di notevole fama, quali S Club 7, Blue e Robbie Williams.
A questo primo singolo, che esce molti mesi prima dell'album, segue "Come Home with Me Baby", Numero 1 in Brasile. Ovunque il brano è un enorme successo nei club, ma non riesce a ottenere un gran numero di passaggi radiofonici, in parte a causa delle reazioni negative provocate dalla tendenza della canzone ad incoraggiare il sesso occasionale in tempi in cui la consapevolezza e la lotta contro l'AIDS stanno aumentando considerevolmente. Il terzo singolo, "Baby Don't Say Goodbye", raggiunge il Numero 10 nella classifica dance negli USA.

### Lo scioglimento della band:Fan the Flame (Part 1),Nukleopatra,Fragile,UnbreakableedEvolution - The Hits
Il 1990 vede l'uscita del quinto album della band, intitolato Fan the Flame (Part 1), pubblicato soltanto in Giappone, e al quale farà séguito una «Part 2», CD solo acustico e in tiratura limitata e numerata, per lo più quasi un bootleg. L'album rappresenta una rottura più o meno radicale nello stile musicale fino ad allora promosso dai Dead or Alive: al posto dei consueti ritmi Hi-NRG e dance, il lavoro presenta un orientamento maggiormente disco, genere tipico dell'ultima parte degli anni settanta, combinato con uno stile vocale tendente invece verso la più recente musica lounge. Da Fan the Flame (Part 1), vengono estratti tre  singoli, : "Your Sweetness (Is Your Weakness)"/ " Blue Christmas", "Gone 2 Long" e "Unhappy Birthday"/ "Total Stranger" di cui solo "Your Sweetness" viene promosso con un video; in rete è visibile un video di "Total Stranger" "  evidentemente non finito e del quale alcuni fotogrammi sono montati anche in quello di "Your Sweetness".  . Il long playing si distingue comunque per il fatto di contenere la primissima (e finora unica) ballata mai realizzata dai Dead or Alive, una traccia piuttosto suggestiva, e per certi versi natalizia (anche se il testo narra in realtà di una storia d'amore finita male, ambientata nel periodo di Natale), intitolata "Blue Christmas"; la canzone, che chiude l'album, è una composizione originale della band, da non confondere con la celebre omonima "Blue Christmas" di Elvis Presley.
Per circa tre anni, i Dead or Alive restano per lo più inattivi, senza registrare brani di studio inediti, finché, nel 1994, Pete Burns riemerge come cantante, su un singolo realizzato dal gruppo italiano techno dei Glam. Burns partecipa anche alla composizione del brano, intitolato "Sex Drive", che diventerà un grandissimo successo dance, arrivando fino al Numero 1 della classifica dance italiana, e verrà inserito anche nel nuovo, sesto album dei Dead or Alive, Nukleopatra. Secondo Steve Coy, il titolo del nuovo album, Nukleopatra, avrebbe diversi significati e, quanto alla pronuncia, sarebbe omonimo dell'espressione 'New Cleopatra', la cui traduzione, «Nuova Cleopatra», simboleggerebbe il tema dell'antico Egitto, spesso adottato da Pete Burns negli anni novanta nel suo nuovo look.
Burns e Coy dànno poi vita a un progetto parallelo sotto pseudonimo, pubblicando, nel 1994, con il nome di «International Chrysis», il singolo rappresentato dalla cover di un brano di David Bowie, Rebel Rebel . Anche se il singolo Rebel Rebel è di fatto un brano dei Dead or Alive a tutti gli effetti, nonostante lo pseudonimo adottato, il marchio vero e proprio, «Dead or Alive», ritorna l'anno successivo, nel 1995, quando la band risorge per la pubblicazione del citato sesto album, Nukleopatra, attesissimo dal vasto séguito di fan del gruppo. Inoltre, Pete Burns e Steve Coy reclutano il tastierista Jason Alburey, nel 1996, continuando a registrare e a suonare dal vivo.
Oltre a nuove canzoni, il disco presenta una serie di brani già editi in precedenza, tra cui le summenzionate Rebel Rebel e "Sex Drive", nonché due tracce originariamente incluse sul precedente album giapponese, Fan the Flame (Part 1), per l'esattezza i due singoli "Gone 2 Long" e "Unhappy Birthday". Il lavoro comprende anche una cover del pezzo "Picture This", della band statunitense dei Blondie (dall'album di questi ultimi, Parallel Lines del 1978). Inizialmente uscito soltanto in Giappone, Nukleopatra, a differenza del suo predecessore, verrà pubblicato anche in Australia, Singapore, Sudafrica, Francia e Stati Uniti, con altrettante diverse copertine, ordine e composizione delle tracce, e versioni differenziate dei brani (un vero sogno ed incubo, al tempo stesso, per i numerosi fans, soprattutto europei, che già avevano dovuto faticare non poco per accaparrarsi una copia dell'introvabile Fan the Flame (Part 1), disponibile soltanto come prodotto d'importazione, ed anche in quel caso, estremamente raro e costoso); molte edizioni di Nukleopatra, tra l'altro, contenevano anche uno o più remix della Numero 1 storica del gruppo, la celeberrima "You Spin Me Round (like a Record)".
Nel 2000, i Dead or Alive pubblicano Fragile, che può essere considerato dalla band,Come un raccolta album in studio anche se si tratta di una compilation di remix, contenente anche diverse tracce inedite e cover di brani di altri artisti e band, tra cui Even Better Than the Real Thing degli U2 e I Promised Myself di Nick Kamen. Un secondo album di remix, intitolato Unbreakable, verrà pubblicato nel 2001, a cui seguirà la raccolta di successi Evolution - The Hits, nel 2003, contenente, tra le varie altre cose, un ulteriore nuovo remix di "You Spin Me Round (like a Record)". Entrambe le compilation, per la prima volta dai tempi di Nude (1988, più di dieci anni, quindi), verranno pubblicate nel Regno Unito, e "You Spin Me Round (like a Record)" si riaffaccerà nelle classifiche britanniche, rientrando nella Top 40.

### Lavori solisti di Burns, l'ufficialità dello scioglimento e la morte di Pete Burns
Nel 2004 Pete Burns ottiene un successo come solista, con il singolo, prodotto dai Pet Shop Boys (che già avevano prodotto The Crying Game - colonna sonora per l'omonimo film - per il rivale di sempre Boy George), intitolato Jack and Jill Party. Nonostante la pubblicazione sia avvenuta esclusivamente tramite il sito web dei Pet Shop Boys, il singolo riuscirà ad entrare, in extremis, nella classifica britannica dei singoli, esattamente al Numero 75 (l'ultimo della cosiddetta UK Top 75), diventando un popolare successo underground nelle discoteche.
Dopo tanto silenzio nel gennaio 2010, sul proprio sito web, Pete Burns annunciò che, in occasione del 25º anniversario dall'uscita del singolo You Spin Me Round (like a Record), i Dead or Alive avrebbero intrapreso un tour per festeggiare tale evento. Tale notizia spinse i fan a credere ad una "possibile" reunion della band originale. Ciò nonostante il tour non fu mai avviato e il progetto venne abbandonato.  Nel settembre del  2010 Pete Burns pubblica solo on line il singolo   "Never Marry An Icon"  per la Bristar Record.  Sebbene i Dead or Alive si fossero ormai ridotti al solo Pete Burns, il 21 agosto 2011 lo stesso Burns annuncia che la band si è sciolta e che lui intraprenderà una carriera da solista
Il 23 ottobre 2016, Pete Burns muore per arresto cardiaco, aveva 57 anni.

## Formazione
Originale
- Pete Burns (1982-2016) - voce
- Wayne Hussey (1982-1984) - chitarra
- Mike Percy (1982-1989) - basso
- Steve Coy (1982-2011) - batteria
- Tim Lever (1983-1989) - tastiere

Altri componenti
- Sue James (1980-1981) - basso
- Joe Musker (1980-1983) - batteria
- Martin Healy (1980-1983) - organo elettrico
- Adrian Mitchell (1980-1981) - chitarra
- Peter Oxendale (1990-1995) - tastiere
- Jason Alburey (1995-2003) - tastiere
- Dean Bright - (1995-2003) - tastiere (live)

## Discografia
Album in studio
- 1984 - Sophisticated Boom Boom
- 1985 - Youthquake
- 1987 - Mad, Bad and Dangerous to Know
- 1989 - Nude
- 1990 - Fan the Flame (Part 1)
- 1995 - Nukleopatra